# Europese kampioenschappen shorttrack 2021
De Europese kampioenschappen shorttrack 2021 werden van 22 tot en met 24 januari 2021 georganiseerd in de Hala Olivia te Gdańsk, Polen.
Vanwege vrees voor coronabesmettingen deed de Italiaanse zevenvoudig winnares Arianna Fontana niet mee. Ook de gehele Britse ploeg inclusief tweevoudig winnares Elise Christie zegde af.
De individuele eindklassementen waren voor de Rus Semjon Jelistratov en de Nederlandse Suzanne Schulting die beiden hun derde Europese overalltitel wonnen. In de relays waren er overwinningen voor de Nederlandse mannenploeg (de zesde ooit) en de Franse vrouwenploeg (de eerste ooit).

## Medailles

### Mannen
| Onderdeel         | Goud               | Goud                                                                       | Zilver             | Zilver                                                             | Brons              | Brons                                                                              |
| ----------------- | ------------------ | -------------------------------------------------------------------------- | ------------------ | ------------------------------------------------------------------ | ------------------ | ---------------------------------------------------------------------------------- |
| 500m              | Konstantin Ivlijev | RUS                                                                        | Pietro Sighel      | ITA                                                                | Itzhak de Laat     | NED                                                                                |
| 1000m             | Semjon Jelistratov | RUS                                                                        | John-Henry Krueger | HUN                                                                | Itzhak de Laat     | NED                                                                                |
| 1500m             | Semjon Jelistratov | RUS                                                                        | Denis Ajrapetjan   | RUS                                                                | Sjinkie Knegt      | NED                                                                                |
| 3000m superfinale | Pietro Sighel      | ITA                                                                        | Itzhak de Laat     | NED                                                                | John-Henry Krueger | HUN                                                                                |
| Klassement        | Semjon Jelistratov | RUS                                                                        | Pietro Sighel      | ITA                                                                | Itzhak de Laat     | NED                                                                                |
| Aflossing         | NED                | Dylan Hoogerwerf Sjinkie Knegt Itzhak de Laat Jens van 't Wout Friso Emons | ITA                | Andrea Cassinelli Yuri Confortola Pietro Sighel Luca Spechenhauser | RUS                | Daniil Ejbog Konstantin Ivlijev Semjon Jelistratov Pavel Sitnikov Denis Ajrapetjan |

### Vrouwen
| Onderdeel         | Goud              | Goud                                                                     | Zilver              | Zilver                                                                             | Brons                   | Brons                                                                           |
| ----------------- | ----------------- | ------------------------------------------------------------------------ | ------------------- | ---------------------------------------------------------------------------------- | ----------------------- | ------------------------------------------------------------------------------- |
| 500m              | Suzanne Schulting | NED                                                                      | Natalia Maliszewska | POL                                                                                | Xandra Velzeboer        | NED                                                                             |
| 1000m             | Suzanne Schulting | NED                                                                      | Selma Poutsma       | NED                                                                                | Anna Seidel             | GER                                                                             |
| 1500m             | Suzanne Schulting | NED                                                                      | Anna Seidel         | GER                                                                                | Sofia Prosvirnova       | RUS                                                                             |
| 3000m superfinale | Sofia Prosvirnova | RUS                                                                      | Anna Seidel         | GER                                                                                | Jekaterina Jefremenkova | RUS                                                                             |
| Klassement        | Suzanne Schulting | NED                                                                      | Anna Seidel         | GER                                                                                | Sofia Prosvirnova       | RUS                                                                             |
| Aflossing         | FRA               | Gwendoline Daudet Tifany Huot-Marchand Aurélie Lévêque Aurélie Monvoisin | NED                 | Selma Poutsma Suzanne Schulting Xandra Velzeboer Rianne de Vries Georgie Dalrymple | ITA                     | Gloria Ioriatti Cynthia Mascitto Arianna Sighel Martina Valcepina Elena Viviani |

### Medaillespiegel
| # | Land      | Goud | Zilver | Brons | Totaal |
| - | --------- | ---- | ------ | ----- | ------ |
| 1 | Nederland | 5    | 2      | 5     | 12     |
| 2 | Rusland   | 4    | 1      | 3     | 8      |
| 3 | Frankrijk | 1    | 0      | 0     | 1      |
| 4 | Italië    | 0    | 3      | 1     | 4      |
| 5 | Duitsland | 0    | 2      | 1     | 3      |
| 6 | Hongarije | 0    | 1      | 0     | 1      |
| 6 | Polen     | 0    | 1      | 0     | 1      |

## Eindklassementen

### Mannen
| #      | Schaatser          | Land      | Punten |
| ------ | ------------------ | --------- | ------ |
| Goud   | Semjon Jelistratov | Rusland   | 71     |
| Zilver | Pietro Sighel      | Italië    | 55     |
| Brons  | Itzhak de Laat     | Nederland | 55     |
| 4      | John-Henry Krueger | Hongarije | 42     |
| 5      | Denis Ajrapetjan   | Rusland   | 35     |
| 6      | Konstantin Ivlijev | Rusland   | 34     |
| 7      | Shaoang Liu        | Hongarije | 16     |
| 8      | Sjinkie Knegt      | Nederland | 13     |
| 9      | Vladislav Bykanov  | Israël    | 10     |
| 10     | Shaolin Sándor Liu | Hongarije | 5      |

### Vrouwen
| #      | Schaatser                  | Land      | Punten |
| ------ | -------------------------- | --------- | ------ |
| Goud   | Suzanne Schulting          | Nederland | 102    |
| Zilver | Anna Seidel                | Duitsland | 55     |
| Brons  | Sofia Prosvirnova          | Rusland   | 52     |
| 4      | Jekaterina Jefremenkova    | Rusland   | 29     |
| 5      | Natalia Maliszewska        | Polen     | 28     |
| 6      | Xandra Velzeboer           | Nederland | 24     |
| 7      | Selma Poutsma              | Nederland | 21     |
| 8      | Cynthia Mascitto           | Italië    | 12     |
| 9      | Jevgenija Zacharova        | Rusland   | 5      |
| 10     | Michaela Sejpalova-Hruzova | Tsjechië  | 5      |